# Pena de morte no Vietnã
A pena de morte é uma pena legal no Vietnã permitida para uma variedade de crimes. 

## Características
Vinte e nove artigos do Código Penal permitem a pena de morte como uma punição opcional. As execuções foram realizadas por pelotão de fuzilamento com sete policiais, onde os prisioneiros eram vendados e amarrados a estacas. O fuzilamento foi substituído por injeção letal em novembro de 2011, depois que a Lei de Execução de Julgamentos Penais (no artigo 59 (1)) foi aprovada pela Assembléia Nacional. As drogas usadas para executar prisioneiros são produzidas internamente. A primeira execução realizada por injeção letal foi de Nguyen Anh Tuan, condenado por assassinar Bui Thi Nguyet, funcionária de um posto de gasolina, em 6 de agosto de 2013.
Em novembro de 2015, foi aprovada uma revisão do Código Penal que reduziu severamente a pena de morte. De acordo com os novos regulamentos, que entraram em vigor em 1º de julho de 2016, a pena de morte foi abolida para sete crimes: rendição ao inimigo, ordem oposta, destruição de projetos de importância à segurança nacional, roubo, posse de drogas, apropriação de drogas, produção e comércio de comida falsa. Além disso, aqueles com 75 anos ou mais são isentos e os funcionários condenados por acusações de corrupção podem ser poupados se pagarem pelo menos 75% dos lucros obtidos ilegalmente.
A pena de morte não pode ser aplicada a menores infratores, gestantes e lactantes com menos de 36 meses de idade no momento em que o crime foi cometido ou julgado. Esses casos são comutados para prisão perpétua.
Entre 6 de agosto de 2013 e 30 de junho de 2016, o Vietnã executou 429 pessoas. 1.134 pessoas foram condenadas à morte entre julho de 2011 e junho de 2016. O número de pessoas no corredor da morte não é conhecido. 

## Crimes com pena de morte no Vietnã
De acordo com o Código Penal, os capítulos a seguir contêm os artigos relevantes que se aplicam à pena de morte. 
| Capítulos                                                                       | Artigos                           |
| ------------------------------------------------------------------------------- | --------------------------------- |
| XIII - Crimes de violação da segurança nacional                                 | 108, 109, 110, 112, 113, 114, 115 |
| XIV - Crimes de violação da vida, saúde, dignidade e honra humana               | 123, 141, 142                     |
| XV - Crimes de violação das liberdades democráticas dos cidadãos                | Nenhum                            |
| XVI - Crimes de violação de direitos de propriedade                             | 168, 174                          |
| XVII - Crimes de violação dos regimes de casamento e família                    | Nenhum                            |
| XVIII - Crimes de infração à ordem de gestão econômica                          | 188, 190, 203                     |
| XIX - Crimes relacionados ao meio ambiente                                      | Nenhum                            |
| XX - Crimes relacionados a narcóticos                                           | 248, 249, 252                     |
| XXI - Crimes de infração à segurança pública, ordem pública                     | 282, 299                          |
| XXII - Crimes de infração por ordem administrativa administrativa               | Nenhum                            |
| XXIII - Crimes relacionados à posição                                           | 353, 354, 364                     |
| XXIV - Crimes de violação de atividades judiciais                               | Nenhum                            |
| XXV - Crimes de violação dos deveres e responsabilidades do pessoal do Exército | 395, 399, 401                     |
| XXVI - Crimes de minar a paz contra a humanidade e os crimes de guerra          | 421, 422, 423                     |